# Луккезини, Андреа
Андреа Луккезини (итал. Andrea Lucchesini; род. 8 июля 1965) — итальянский пианист.
Ученик Марии Типо. Ведёт активную концертную деятельность с 1983 г., выступал с такими дирижёрами, как Клаудио Аббадо, Рикардо Шайи, Джузеппе Синополи, Шарль Дютуа и др. Как камерный музыкант является постоянным участником фестивалей в Локенхаусе и Морицбурге, с 2005 г. художественный руководитель Фестиваля камерной музыки во Флоренции. Поддерживал постоянную творческую связь с Лучано Берио, будучи неустанным пропагандистом его Второго фортепианного концерта «Перекликающиеся кривые» и первым исполнителем фортепианной сонаты (2001). Записал все фортепианные сонаты Людвига ван Бетховена. В 1994 г. стал первым итальянцем, удостоенным Премии Академии Киджи в Сиене.